# Stadtbibliothek Berlin-Mitte
Die Stadtbibliothek Berlin-Mitte ist ein öffentliches Bibliothekssystem in Trägerschaft des Bezirks Mitte von Berlin, Amt für Weiterbildung und Kultur. Die Bibliothek weist einen Medienbestand von 450.000 Medieneinheit auf, die im Jahr 2022 von 716.110 Besuchern 2,0 Millionen Mal entliehen wurden. Darüber hinaus organisierte die Bibliothek im gleichen Zeitraum 863 Veranstaltungen, Führungen und Ausstellungen. Damit ist die Stadtbibliothek Mitte eines der am stärksten genutzte bezirkliche Bibliothekssystem Berlins. Die Arbeitsergebnisse werden seit Erhebung des Bibliotheksindex (BIX), der die Leistungen von Bibliotheken in Deutschland bewertet, jährlich mit Platzierungen im vorderen Bereich nachgewiesen.

## Einrichtungen
Einrichtungen im Bibliothekssystem:
| Name                                             | Adresse                                  | ISIL          | Ortsteil      | Namensgeber              | Bestand | Bild     |
| ------------------------------------------------ | ---------------------------------------- | ------------- | ------------- | ------------------------ | ------- | -------- |
| Bezirkszentralbibliothek Philipp Schaeffer       | Brunnenstraße 181, 10119 Berlin          | DE-B456       | Mitte         | Philipp Schaeffer        | 118.000 | Hofseite |
| Bibliothek am Luisenbad                          | Badstraße 39, 13357 Berlin               | DE-B788       | Gesundbrunnen | Luisenbad                | 90.000  |          |
| Bruno-Lösche-Bibliothek                          | Perleberger Straße 33, 10559 Berlin      | DE-B707       | Moabit        | Bruno Lösche             | 63.000  |          |
| Hansabibliothek                                  | Altonaer Straße 15, 10557 Berlin         |               | Hansaviertel  | Hansaviertel             | 43.000  |          |
| Schiller-Bibliothek                              | Müllerstraße 149, 13353 Berlin           | DE-B718       | Wedding       | Friedrich Schiller       | 66.000  |          |
| Bibliothek Tiergarten-Süd                        | Lützowstraße 27, 10785 Berlin            | DE-B717       | Tiergarten    | Südbereich des Ortsteils | 14.000  |          |
| Kurt-Tucholsky-Bibliothek                        | Rostocker Straße 32B, 10553 Berlin       |               | Moabit        | Kurt Tucholsky           | 14.000  |          |
| Fahrbibliothek, 3 Bücherbusse und ein MakerMobil | Standort in der Badstr. 39, 13357 Berlin | Gesundbrunnen | Mobilität     | 50.000                   |         |          |

## Verbund und Kooperationen
Die Stadtbibliothek Berlin-Mitte nimmt am Verbund Öffentlicher Bibliotheken Berlins (VÖBB) teil und ist an den bundesweiten Fernleihverkehr angeschlossen.
Die Stadtbibliothek Berlin-Mitte kooperiert mit den Schulen im Bezirk, der Musikschule Fanny Hensel, der VHS und weiteren Kultur- und Bildungseinrichtungen.
Es existiert eine enge Zusammenarbeit mit zahlreichen deutschsprachigen Verlagen.
Im Rahmen des Bund-Länder-Programms Stadtteile mit besonderem Entwicklungsbedarf – die soziale Stadt und der Förderung durch den Berliner Senat existieren Kooperationen der einzelnen Bibliotheken mit verschiedenen Quartiersmanagement- und Stadtteilmanagement-Gebieten.